# Завет (община)
Завет (болг. Община Завет) — община в Болгарии. Входит в состав Разградской области. Население составляет 15 217 человек (на 21.07.05 г.).
Кмет (мэр) общины Завет — Ахтер Сюлейманов Велиев (Движение за права и свободы (ДПС)) по результатам выборов 2007 года.

## Состав общины
В состав общины входят следующие населённые пункты:
1. Брестовене
2. Веселец
3. Завет
4. Иван-Шишманово
5. Острово
6. Прелез
7. Сушево